# Warren Birmingham
Pour les articles homonymes, voir Birmingham (homonymie).
Warren Birmingham (né le 22 août 1962) est un joueur de hockey sur gazon australien. Il participe aux Jeux olympiques d'été de 1988 et aux Jeux olympiques d'été de 1992. En 1992, il est le capitaine de l'équipe et remporte la médaille d'argent de la compétition.

## Palmarès

### Jeux olympiques
- Jeux olympiques de 1992 à Barcelone,  Espagne
  -  Médaille d'argent.